# عبد الله أبو معروف
عبد الله أبو معروف (بالعبرية: עבדאללה אבו מערוף؛ ولد 30 ديسمبر 1956) هو طبيب وسياسي عربي إسرائيلي. انتخب ضمن القائمة المشتركة لعضوية الكنيست العشرين، ممثلا عن الجبهة الديمقراطية للسلام والمساواة وكان في المكان الثالث عشر، وشغل المنصب من مارس 2015 إلى 11 أغسطس 2017، قدم استقالته من الكنيست ضمن اتفاقية المناوبة بين الاحزاب العربية المكونة للقائمة. 
ولد ونشأ في قرية يركا في منطقة الجليل، ونشط في الحياة السياسية في منذ سنة 1975 في الحزب الشيوعي الإسرائيلي والجبهة الديمقراطية للسلام والمساواة وكان عضو المكتب السياسي للحزب الشيوعي، ويعتبر من اوائل رافضي الخدمة العسكرية الاجبارية على أبناء الطائفة العربية الدرزية في اسرائيل.
درس الطب في جامعة ليننغراد (اليوم سانت بطرسبرغ)، من خلال منحة دراسية من الحزب الشيوعي على زمن الاتحاد السوفيتي، وحصل على رخصة ممارسة الطب في اسرائيل عام 1988.
وقبل انتخابه للكنيست عمل في عيادته الخاصة وفي مستشفى الكرمل في حيفا وفي خدمات الصحة الشاملة. 
هو أحد قيادات لجنة المبادرة الدرزية، وناشط في جمعية اطباء لحقوق الانسان، كتب ونشر في صحيفة الاتحاد اليومية. 
حمل الجنسية الروسية إضافة إلى الجنسية الإسرائيلية واضطرَ للتخلي عنها عند انتخابه.